# Diplogaster micans
Diplogaster micans är en rundmaskart som beskrevs av Schultze 1857. Diplogaster micans ingår i släktet Diplogaster och familjen Diplogasteridae. Inga underarter finns listade i Catalogue of Life.